# Żukowo
Żukowo (udtale: [ʐuˈkɔvɔ]; kasjubisk: Żukòwò, tysk: Zuckau, latin: Sucovia) er en by i den nordlige del af voivodskabet Pommern i det nordlige Polen. Den har 6.652(2021) indbyggere og et areal på 4,73 km², og en del af powiatet (amt) Kartuzy. Den ligger i den kulturelle region Kasjubien. Den ligger ved floden Radunia i det historiske Pomerelia, omkring 19 km sydvest for Gdańsk.

## Historie
Żukowo var hjemsted for et præmonstratensisk (norbertinsk) kloster etableret omkring 1209 af hertug Mestwin 1. af Pommern . Kirken har alabastfigurer lavet i England.
Her anvendes det kasjubiske broderi stadig. I Kasjubien blev dekorerede kvinders huer kaldt zlotnice. Norbertinske nonner i Żukowo lavede dem i det 18. århundrede. Broderiet blev lavet med sølv- eller guldtråde. Design af huer til kvinder indeholder motiver, der ligner kirkebroderier, og disse var baseret på barokstil. Nonnerne underviste adelsmænd og rige kasjubiske bønders døtre i at lave broderi – en af dem var Marianna Okuniewska fra Żukowo (født 1818). Żukowo var en kirkelandsby, der blev administreret af det lokale kloster, beliggende i Gdańsk-powsiatet i vojvodskabet Pommern i Kongeriget Polens krone.